# Amfotericin B
Amfotericin B (lastniška imena: Fungilin, Fungizone, Abelcet, AmBisome, Fungisome, Amphocil, Amphotec) je polienski antimikotik (protiglivična učinkovina). Prvotno so jo izolirali iz vlaknate bakterije Streptomyces nodosus. Ime je spojina dobila po svoji amfifilni naravi – del molekule je lipofilen, del pa hidrofilen. Poznani sta dve različni spojini: amfotericin A in amfotericin B, vendar se v terapiji uporablja le slednji, saj je veliko učinkovitejši. 
V zdravila je vgrajen bodisi kot sama spojina amfotericina B, kot holesteril-sulfatni kompleks, lipidni kompleks ali v obliki liposomov. Slednji, torej liposomski amfotericin B (AmBisome) izkazuje najboljše prenašanje pri bolnikih.

## Uporaba

### Protiglivično delovanje
Intravensko se amfotericin B uporablja za zdravljenje sistemskih glivičnih okužb, do katerih pride zlasti pri bolnikih z oslabljenim imunskim sistemom. 

### Delovanje proti praživalskim povzročiteljem
Amfotericin B je učinkovit tudi proti nekaterim boleznim, ki jih povzročajo praživali in proti katerim ni dugih zdravil, npr. visceralna leishmanioza in meningoencefalitis, ki ga povzročajo amebe. 

## Mehanizem delovanja
Kot tudi drugi polienski antimikotiki se amfotericin B veže na ergosterol, poglavitni sterol v celičnih membranah gliv. V membrani nastanejo pore, poveča se njena prepustnost in iz glivne celice uhajajo kalijevi ioni. Sledi celična smrt. 

## Neželeni učinki
Amphotericin B povzroča tudi zelo resne, lahko celo življenjsko ogrožajoče neželene učinke. Eno do tri ure po infuziji se pogosto pojavi močan akuten odziv z vročino, mrzlico, drgetanjem, hipotenzijo, anoreksijo, slabostjo, bruhanjem, glavoboli, dispnejo ali tahipnejo. Ta odziv včasih pri nadaljnjih odmerkih oslabi. Vzrok je verjetno sprostitev histamina, pomembna pa je tudi povečana sinteza prostaglandinov. Za omilitev teh simptomov naj bi bili začetni odmerki nižji in se nato postopoma višali.
Intravensko dajanje amfotericina B izzove tudi nefrotoksičnost (škodljivo delovanje na ledvice), ki lahko povzroči tudi trajne in resne poškodbe ledvic. Pri liposomskih pripravkih (AmBsome) je ta učinek močno blažji. 
Pride lahko tudi do motenj elektrolitov (hipokaliemija, hipokalcemija). Deluje lahko tudi škodljivo na jetra ter krvotvorni sistem. 
Možne so tudi kožne reakcije.